# فرانك ليون روبرتس
فرانك ليون روبرتس (بالإنجليزية: Frank Leon Roberts)‏ هو كاتب أمريكي، ولد في 25 أغسطس 1982 في جامايكا ‏ في الولايات المتحدة.